# Pandoravirus
A Pandoravirus a vírusok egy neme (genusa), hozzá tartoznak a ma ismert legnagyobb genommal rendelkező fajok. Genomja kettős szálú DNS-ből áll. A többi óriásvírushoz (Mimivirus, Megavirus, Pithovirus) hasonlóan a pandoravírusoknak is amőbák a gazdaszervezetük, ám azoknál jóval több génnel rendelkezik és struktúrájában is különbözik tőlük. A 2014-ben felfedezett Pithovirus kapszidja ugyan másfélszer akkora mint egy Pandoravirusé, génállománya azonban kevesebb mint az egyharmada.

## Felfedezése
A pandoravírusok felfedezését a francia kutató-házaspár, Jean-Michel Claverie és Chantal Abergel jelentette be a Science tudományos folyóiratban, 2013-ban. Korábban is észleltek már amőbákban pandoravírus-szerű objektumokat, de nagy méretük miatt nem feltételezték, hogy vírusok lennének. 2008-ban a német Patrick Scheid egy szaruhártya-gyulladásban szenvedő nő kontaktlencséjén élő amőbából leírt hasonló részecskéket, amelyeket ő "endocitobiontnak" nevezett.
Korábban az 1992-ben felfedezett, de amőbákban parazita életmódot folytató baktériumnak gondolt Mimivirusról derült ki 2003-ban, hogy valójában vírus, 2011-ben pedig a chilei partok mentén a tengervízből izolálták az akkor rekordnak számító 1,2 millió bázispárból álló genomú Megavirust.
A francia kutatók ennek alapján kezdték vizsgálni az amőbák óriásvírus-szerű parazitáit és két fajt is találtak: a Pandoravirus salinus chilei tengeri üledékből lett izolálva, genomja mintegy 2,5 millió bázispár; illetve a Pandoravirus dulcis egy ausztrál sekélyvízű medencéből került elő - ennek genomja 1,9 megabázis. Mivel a két fajt két kontinensen fedezték fel, a hasonló vírusfajok valószínűleg meglehetősen elterjedtek a világon.
Abergel és Claverie 2014-ben közölte, hogy 30 ezer éve fagyott szibériai permafrosztból sikeresen izolálták az eddig ismert legnagyobb méretű vírust, a Pithovirust.

## Leírása
A pandoravírusok külső burka mintegy 1 mikrométer hosszú, formája ovális, egyes baktériumokéra hasonlít. A nagyobb genommal rendelkező P. salinusnak 2556 génje (olyan DNS-szakasza, amely feltehetően fehérjét kódol) van - összehasonlításul a HIV-nek vagy influenzavírusoknak mintegy 10 - ám ezeknek mindössze 6%-a hasonlít más organizmusok génjeihez. A szekvencianalízis alapján nincsenek rokonságban a többi óriásvírussal, emiatt még azt is felvetették, hogy az élőlények egy teljesen különálló ágához tartozhatnak.
Mindkét pandoravírus-fajt az Acanthamoeba castellani amőbából izolálták, esetleges más gazdaszervezetéről nincs adat.

## Fordítás
- Ez a szócikk részben vagy egészben  a   Pandoravirus című angol Wikipédia-szócikk ezen változatának fordításán alapul.  Az eredeti cikk szerkesztőit annak laptörténete sorolja fel. Ez a jelzés csupán a megfogalmazás eredetét és a szerzői jogokat jelzi, nem szolgál a cikkben szereplő információk forrásmegjelöléseként.